# Alemania en los Juegos Olímpicos de la Juventud 2018
Alemania participó en los Juegos Olímpicos de la Juventud 2018 en Buenos Aires, Argentina, celebrados entre el 6 y el 18 de octubre de 2018. La delegación estuvo conformada por 75 atletas en 24 disciplinas y obtuvo tres medallas doradas, cuatro de plata y dos de bronce.

## Medallero
Las medallas entregadas a los participantes de los equipos mixtos se representan en cursiva.
| Medalla           | Nombre                     | Deporte        | Evento                    | Fecha  |
| ----------------- | -------------------------- | -------------- | ------------------------- | ------ |
| Medalla de oro    | Raffaela Igl               | Judo           | 78 kg femenino            | 9 oct  |
| Medalla de oro    | Evan Brandes Lara Lessmann | Ciclismo       | BMX mixto                 | 11 oct |
| Medalla de oro    | Vanessa Seeger             | Tiro deportivo | 10 m mixto                | 12 oct |
| Medalla de oro    | Leni Freyja Wildgrube      | Atletismo      | Evento femenino           | 14 oct |
| Medalla de plata  | Paul Veltrup               | Esgrima        | épée masculino            | 8 oct  |
| Medalla de plata  | Angelina Köhler            | Natación       | 100 m mariposa femenino   | 12 oct |
| Medalla de plata  | Marie Scheppan             | Atletismo      | 400 m femenino            | 14 oct |
| Medalla de plata  | Zola Lewandowski           | Canotaje       | C1 femenino               | 16 oct |
| Medalla de plata  | Elena Wassen               | Clavados       | Equipo mixto              | 17 oct |
| Medalla de bronce | Angelina Köhler            | Natación       | 50 m mariposa             | 10 oct |
| Medalla de bronce | Lilly Rotärmel             | Gimnasia       | Equipo multidisciplinario | 10 oct |
| Medalla de bronce | Marie Horn Henry Graf      | Triatlón       | Relevos mixtos            | 11 oct |
| Medalla de bronce | Lukas Resch                | Bádminton      | Equipo mixto              | 12 oct |
| Medalla de bronce | Anastasia Blayvas          | Lucha          | 57 kg libre femenino      | 13 oct |

### General
| Presea        | Medalla de oro | Medalla de plata | Medalla de bronce | Total |
| ------------- | -------------- | ---------------- | ----------------- | ----- |
| TOTAL OFICIAL | 3              | 4                | 2                 | 9     |

## Participantes
La siguiente es la lista con el número de participantes en los Juegos por deporte/disciplina.
| Deporte                            | Masculino | Femenino | Total |
| ---------------------------------- | --------- | -------- | ----- |
| Atletismo                          | 6         | 14       | 20    |
| Bádminton                          | 1         | 1        | 2     |
| Baloncesto                         | 0         | 4        | 4     |
| Ciclismo                           | 2         | 2        | 4     |
| Escalada Deportiva                 | 0         | 1        | 1     |
| Esgrima                            | 2         | 0        | 2     |
| Gimnasia                           | 2         | 4        | 6     |
| Golf                               | 1         | 1        | 2     |
| Judo                               | 0         | 1        | 1     |
| Lucha                              | 0         | 1        | 1     |
| Natación                           | 4         | 4        | 8     |
| Patinaje de Velocidad sobre Ruedas | 0         | 1        | 1     |
| Pentatlón Moderno                  | 1         | 0        | 1     |
| Piragüismo                         | 1         | 2        | 3     |
| Remo                               | 2         | 1        | 3     |
| Saltos                             | 1         | 1        | 2     |
| Taekwondo                          | 0         | 1        | 1     |
| Tenis de Mesa                      | 1         | 1        | 2     |
| Tiro con Arco                      | 1         | 1        | 2     |
| Tiro                               | 2         | 2        | 4     |
| Triatlón                           | 1         | 1        | 2     |
| Vela                               | 1         | 2        | 3     |
| Vóley Playa                        | 2         | 0        | 2     |
| Total                              | 31        | 46       | 77    |

### Atletismo
Masculino
Eventos de Pista
| Atleta           | Evento       | Serie 1      | Serie 1 | Serie 2       | Serie 2 | Total  | Total  |
| Atleta           | Evento       | Tiempo       | Puesto  | Tiempo        | Puesto  | Tiempo | Puesto |
| ---------------- | ------------ | ------------ | ------- | ------------- | ------- | ------ | ------ |
| Fabian Olbert    | 100 Metros   | 10.93        | 4       | 10.59         | 7       | 21.52  | 6      |
| Alexander Czysch | 200 Metros   | 21.68        | 6       | 21.42         | 10      | 43.10  | 8      |
| Clemens Erdmann  | 3.000 Metros | 8:29.27 (10) | 10      | 12:29 (10-27) | 10      | 20     | 10     |

Eventos de Campo
| Atleta        | Evento            | Serie 1   | Serie 1  | Serie 2   | Serie 2  | Serie 2   | Serie 2  |
| Atleta        | Evento            | Distancia | Posición | Distancia | Posición | Distancia | Posición |
| ------------- | ----------------- | --------- | -------- | --------- | -------- | --------- | -------- |
| Nick Schmahl  | Salto en Largo    | 7.13      | 8        | 7.27      | 5        | 14.40     | 5        |
| Soeren Hilbig | Lanz. de Martillo | 71.12     | 8        | 67.97     | 11       | 139.09    | 10       |
| David Schepp  | Lanz. de Jabalina | 65.44     | 14       | 64.23     | 14       | 129.67    | 14       |

Femenino
Eventos de Pista
| Atleta              | Evento                      | Serie 1       | Serie 1 | Serie 2    | Serie 2 | Total   | Total            |
| Atleta              | Evento                      | Tiempo        | Puesto  | Tiempo     | Puesto  | Tiempo  | Puesto           |
| ------------------- | --------------------------- | ------------- | ------- | ---------- | ------- | ------- | ---------------- |
| Beauty Somuah       | 100 Metros                  | 12.32         | 10      | 11.74      | 9       | 24.06   | 9                |
| Marie Scheppan      | 400 Metros                  | 54.91         | 2       | 55.15      | 2       | 1:50.06 | Medalla de plata |
| Sophia Volkmer      | 800 Metros                  | 2:06.92       | 2       | 2:09.53    | 4       | 4:16.45 | 4                |
| Antonia Buschendorf | 100 m con Vallas            | 14.16         | 13      | 13.75      | 9       | 27.91   | 10               |
| Gisele Wender       | 400 m con Vallas            | 1:01.16       | 7       | 1:01.02    | 8       | 2:02.18 | 7                |
| Antje Pfueller      | 1.500 Metros                | 4:25.14 (6)   | 6       | 13:56 (8)  | 8       | 14      | 7                |
| Paula Schneiders    | 2.000 Metros con obstáculos | 6:44.20 (6)   | 6       | 14:06 (7)  | 7       | 13      | 7                |
| Linn Kleine         | 3.000 Metros                | 10:11.07 (16) | 16      | 14:57 (15) | 15      | 31      | 14               |

Eventos de Campo
| Atleta                | Evento             | Serie 1   | Serie 1  | Serie 2   | Serie 2  | Serie 2   | Serie 2        |
| Atleta                | Evento             | Distancia | Posición | Distancia | Posición | Distancia | Posición       |
| --------------------- | ------------------ | --------- | -------- | --------- | -------- | --------- | -------------- |
| Jenna Fee Feyerabend  | Salto en Alto      | 1.78      | 4        | 1.79      | 6        | 3.57      | 5              |
| Saskia Woidy          | Salto en Largo     | 5.64      | 9        | 6.10      | 6        | 11.74     | 7              |
| Leni Freyja Wildgrube | Salto con Garrocha | 3.95      | 1        | 4.17      | 1        | 8.12      | Medalla de oro |
| Josefine Klisch       | Lanz. de Bala      | 14.73     | 10       | 14.34     | 12       | 29.07     | 11             |
| Pia Northoff          | Lanz. de Disco     | 49.33     | 5        | 46.21     | 9        | 95.54     | 7              |
| Lea Wipper            | Lanz. de Jabalina  | 50.54     | 7        | 49.18     | 8        | 99.72     | 8              |

### Bádminton
Masculino
| Atleta      | Evento     | Fase de grupos              | Fase de grupos                       | Fase de grupos               | Fase de grupos | Eliminación       | Cuartos de final  | Semifinal         | Final / BM        | Final / BM   |
| Atleta      | Evento     | Oponente Marcador           | Oponente Marcador                    | Oponente Marcador            | Puesto         | Oponente Marcador | Oponente Marcador | Oponente Marcador | Oponente Marcador | Puesto       |
| ----------- | ---------- | --------------------------- | ------------------------------------ | ---------------------------- | -------------- | ----------------- | ----------------- | ----------------- | ----------------- | ------------ |
| Lukas Resch | Individual | Yang (CAN) G (21-13, 21-18) | Merkle (FRA) P (12-21, 21-18, 12-21) | Barth (CAN) G (21-13, 21-18) | 9              | No clasificó      | No clasificó      | No clasificó      | No clasificó      | No clasificó |

Femenino
| Atleta             | Evento     | Fase de grupos                      | Fase de grupos               | Fase de grupos                  | Fase de grupos | Eliminación       | Cuartos de final  | Semifinal         | Final / BM        | Final / BM   |
| Atleta             | Evento     | Oponente Marcador                   | Oponente Marcador            | Oponente Marcador               | Puesto         | Oponente Marcador | Oponente Marcador | Oponente Marcador | Oponente Marcador | Puesto       |
| ------------------ | ---------- | ----------------------------------- | ---------------------------- | ------------------------------- | -------------- | ----------------- | ----------------- | ----------------- | ----------------- | ------------ |
| Ann-Kathrin Spoeri | Individual | Pillai (SWE) G (19-21, 21-9, 21-13) | Batari (INA) P (14-21, 9-21) | Goh (MAS) G (7-21, 21-18, 9-21) | 9              | No clasificó      | No clasificó      | No clasificó      | No clasificó      | No clasificó |

### Baloncesto
El equipo alemán de baloncesto 3x3 estuvo compuesto por las siguientes jugadoras: Helena Eckerle, Emma Eichmeyer, Emily Enochs y Michaela Kucera.
Femenino
Grupo A
| Equipo                        | PJ | G | P | TF | TC | DP  | Pts | Coef |
| ----------------------------- | -- | - | - | -- | -- | --- | --- | ---- |
| Hungría (HUN)                 | 4  | 4 | 0 | 84 | 32 | +52 | 8   | 21.0 |
| República Popular China (CHN) | 4  | 3 | 1 | 64 | 60 | +4  | 7   | 16.0 |
| Alemania (GER)                | 4  | 2 | 2 | 58 | 63 | -5  | 6   | 14.5 |
| Rumania (ROU)                 | 4  | 1 | 3 | 58 | 71 | -13 | 5   | 14.5 |
| Irán (IRI)                    | 4  | 0 | 4 | 36 | 74 | -38 | 4   | 9.0  |

| 7 de octubre | Rumania (ROU) | 16–18 | Alemania (GER) |  |  |
|              |               |       |                |  |  |
|              |               |       |                |  |  |

| 7 de octubre | República Popular China (CHN) | 18–12 | Alemania (GER) |  |  |
|              |                               |       |                |  |  |
|              |                               |       |                |  |  |

| 11 de octubre | Alemania (GER) | 19–9 | Irán (IRI) |  |  |
|               |                |      |            |  |  |
|               |                |      |            |  |  |

| 11 de octubre | Alemania (GER) | 9–20 | Hungría (HUN) |  |  |
|               |                |      |               |  |  |
|               |                |      |               |  |  |

Concurso de Lanzamiento
| Atleta       | Evento       | Clasificación | Clasificación | Clasificación | Final     | Final     | Final     |
| Atleta       | Evento       | Puntos        | Tiempo        | Posición      | Puntos    | Tiempo    | Posición  |
| ------------ | ------------ | ------------- | ------------- | ------------- | --------- | --------- | --------- |
| Emily Enochs | Lanzamientos | 2             | 27.1          | 28            | No avanzó | No avanzó | No avanzó |

### Ciclismo
BMX Carrera (Mixto)
| Atleta       | Evento  | Clasificación | Clasificación | Clasificación | Clasificación | Clasificación | Clasificación | Clasificación | Clasificación | Clasificación | Final     | Final     | Final     | Final        | Final      |
| Atleta       | Evento  | Carrera 1     | Carrera 1     | Carrera 2     | Carrera 2     | Carrera 3     | Carrera 3     | Puntos        | Puntos Total  | Pos.          | Tiempo    | Pos.      | Puntos    | Puntos Total | Pos. Final |
| Atleta       | Evento  | Tiempo        | Posición      | Tiempo        | Posición      | Tiempo        | Posición      | Puntos        | Puntos Total  | Pos.          | Tiempo    | Pos.      | Puntos    | Puntos Total | Pos. Final |
| ------------ | ------- | ------------- | ------------- | ------------- | ------------- | ------------- | ------------- | ------------- | ------------- | ------------- | --------- | --------- | --------- | ------------ | ---------- |
| Aron Beck    | Carrera | 36.808        | 6             | 37.655        | 7             | 36.774        | 6             | 8             | 14            | 13            | No avanzó | No avanzó | No avanzó | No avanzó    | No avanzó  |
| Julia Mohser | Carrera | 57.821        | 7             | 1:07.963      | 6             | 42.240        | 5             | 6             | 14            | 13            | No avanzó | No avanzó | No avanzó | No avanzó    | No avanzó  |

BMX Estilo Libre
| Atleta        | Evento           | Serie de Clasificación | Serie de Clasificación | Serie de Clasificación | Serie de Clasificación | Clasificación | Clasificación | Clasificación | Clasificación | Final     | Final     | Final  | Final  | Final  | Final        | Final          |
| Atleta        | Evento           | Carrera 1              | Carrera 2              | Puntos                 | Puesto                 | Carrera 1     | Carrera 2     | Puntos        | Puesto        | Carrera 1 | Carrera 2 | Puntos | Puesto | Puntos | Puntos Total | Puesto         |
| ------------- | ---------------- | ---------------------- | ---------------------- | ---------------------- | ---------------------- | ------------- | ------------- | ------------- | ------------- | --------- | --------- | ------ | ------ | ------ | ------------ | -------------- |
| Lara Lessmann | BMX Estilo Libre | 74.66                  | 86.00                  | 80.33                  | 1                      | 82.00         | 82.33         | 82.16         | 1             | 83.33     | 83.66     | 83.66  | 1      | 15     | 25           | Medalla de oro |
| Evan Brandes  | BMX Estilo Libre | 79.33                  | 83.66                  | 81.49                  | 1                      | 82.00         | 85.33         | 83.66         | 1             | 78.33     | 83.33     | 83.33  | 2      | 10     | 25           | Medalla de oro |

### Escalada Deportiva
Femenino
| Atleta      | Evento             | CLasificación | CLasificación | CLasificación | CLasificación | CLasificación | Final     | Final  | Final      | Final  | Final  |
| Atleta      | Evento             | Velocidad     | Bloque        | Dificultad    | Puntos        | Puesto        | Velocidad | Bloque | Dificultad | Puntos | Puesto |
| ----------- | ------------------ | ------------- | ------------- | ------------- | ------------- | ------------- | --------- | ------ | ---------- | ------ | ------ |
| Hannah Meul | Escalada Deportiva | 10            | 2             | 7             | 140           | 5             | 4         | 5      | 1          | 20     | 4      |

### Esgrima
Masculino
| Atleta            | Evento            | Partido 1           | Partido 2               | Partido 3          | Partido 4                   | Partido 5            | Partido 6          | Partido 7          | Puesto |
| Atleta            | Evento            | Oponente Resultado  | Oponente Resultado      | Oponente Resultado | Oponente Resultado          | Oponente Resultado   | Oponente Resultado | Oponente Resultado | Puesto |
| ----------------- | ----------------- | ------------------- | ----------------------- | ------------------ | --------------------------- | -------------------- | ------------------ | ------------------ | ------ |
| Antonio Heathcock | Sable Individual  | Rabb (HUN) P 4–5    | Shaker (IRI) G 5-4      | Coly (SEN) G 5-0   | Vidovszky (USA) G 5-3       | Elaraby (EGY) G 5-2  | Mahbas (IRQ) G 5–1 | Hyun (KOR) P 4–5   | 2      |
| Paul Veltrup      | Espada Individual | Tolasov (RUS) G 4-3 | Hsieh Jarov (CAN) G 5-4 | Asami (JPN) G 5-2  | Perez Contreras (ARG) G 5-3 | Baudunov (KGZ) P 2-5 | N/A                | N/A                | 1      |

| Atleta            | Evento            | Ronda de 16            | Cuartos de final     | Semifinal              | Final / MB             | Final / MB       |
| Atleta            | Evento            | Oponente Resultado     | Oponente Resultado   | Oponente Resultado     | Oponente Resultado     | Puesto           |
| ----------------- | ----------------- | ---------------------- | -------------------- | ---------------------- | ---------------------- | ---------------- |
| Antonio Heathcock | Sable Individual  | Albahrani (KSA) G 15-9 | Rabb (HUN) P 11–15   | No avanzó              | No avanzó              | No avanzó        |
| Paul Veltrup      | Espada Individual | N/A                    | Herbst (USA) G 13-12 | Baudunov (KGZ) G 15-12 | di Veroli (ITA) P 4-11 | Medalla de plata |

### Gimnasia
Artística
Masculino
| Atleta        | Evento                   | Clasificación | Clasificación | Clasificación | Clasificación | Clasificación | Clasificación | Clasificación | Clasificación |
| Atleta        | Evento                   | Aparatos      | Aparatos      | Aparatos      | Aparatos      | Aparatos      | Aparatos      | Total         | Puesto        |
| Atleta        | Evento                   | S             | SP            | A             | CA            | BP            | BH            | Total         | Puesto        |
| ------------- | ------------------------ | ------------- | ------------- | ------------- | ------------- | ------------- | ------------- | ------------- | ------------- |
| Daniel Schwed | Clasificación Individual | 13.483 C      | 13.433        | 12.033        | 13.233 C      | 12.333        | 12.500        | 77.015        | 11 C          |

Finales
| Atleta        | Evento  | Finales  | Finales  | Finales   | Finales   | Finales   | Finales   | Finales  | Finales  | Finales   | Finales   | Finales   | Finales   |
| Atleta        | Evento  | Aparatos | Aparatos | Aparatos  | Aparatos  | Aparatos  | Aparatos  | Aparatos | Aparatos | Aparatos  | Aparatos  | Aparatos  | Aparatos  |
| Atleta        | Evento  | S        | Puesto   | SP        | Puesto    | A         | Puesto    | CA       | Puesto   | BP        | Puesto    | BH        | Puesto    |
| ------------- | ------- | -------- | -------- | --------- | --------- | --------- | --------- | -------- | -------- | --------- | --------- | --------- | --------- |
| Daniel Schwed | Finales | 13.166   | 8        | No avanzó | No avanzó | No avanzó | No avanzó | 13.166   | 4        | No avanzó | No avanzó | No avanzó | No avanzó |

Competencia Múltiple
| Atleta        | Evento               | Final    | Final    | Final    | Final    | Final    | Final    | Final  | Final  |
| Atleta        | Evento               | Aparatos | Aparatos | Aparatos | Aparatos | Aparatos | Aparatos | Total  | Puesto |
| Atleta        | Evento               | S        | SP       | A        | CA       | BP       | BH       | Total  | Puesto |
| ------------- | -------------------- | -------- | -------- | -------- | -------- | -------- | -------- | ------ | ------ |
| Daniel Schwed | Competencia Múltiple | 13.266   | 13.366   | 12.766   | 11.733   | 12.458   | 12.300   | 75.889 | 12     |

Femenino
| Atleta          | Evento                   | Clasificación | Clasificación | Clasificación | Clasificación | Clasificación | Clasificación |
| Atleta          | Evento                   | Aparatos      | Aparatos      | Aparatos      | Aparatos      | Total         | Puesto        |
| Atleta          | Evento                   | S             | SP            | A             | CA            | Total         | Puesto        |
| --------------- | ------------------------ | ------------- | ------------- | ------------- | ------------- | ------------- | ------------- |
| Lisa Zimmermann | Clasificación Individual | 12.466 C      | 13.299 C      | 12.600        | 12.100 C      | 50.399        | 8 C           |

Finales
| Atleta          | Evento  | Finales   | Finales   | Finales  | Finales  | Finales   | Finales   | Finales   | Finales   |
| Atleta          | Evento  | Aparatos  | Aparatos  | Aparatos | Aparatos | Aparatos  | Aparatos  | Aparatos  | Aparatos  |
| Atleta          | Evento  | S         | Puesto    | SP       | Puesto   | A         | Puesto    | CA        | Puesto    |
| --------------- | ------- | --------- | --------- | -------- | -------- | --------- | --------- | --------- | --------- |
| Lisa Zimmermann | Finales | No avanzó | No avanzó | 13.366   | 5        | No avanzó | No avanzó | No avanzó | No avanzó |

Competencia Múltiple
| Atleta          | Evento               | Final    | Final    | Final    | Final    | Final  | Final  |
| Atleta          | Evento               | Aparatos | Aparatos | Aparatos | Aparatos | Total  | Puesto |
| Atleta          | Evento               | S        | SP       | A        | CA       | Total  | Puesto |
| --------------- | -------------------- | -------- | -------- | -------- | -------- | ------ | ------ |
| Lisa Zimmermann | Competencia Múltiple | 12.366   | 13.483   | 12.466   | 10.633   | 48.948 | 12     |

Rítmica
| Atleta          | Evento               | Clasificación | Clasificación | Clasificación | Clasificación | Clasificación | Clasificación | Final     | Final     | Final     | Final     | Final     | Final     |
| Atleta          | Evento               | Aro           | Pelora        | Clubes        | Cinta         | Total         | Puesto        | Aro       | Pelora    | Clubes    | Cinta     | Total     | Puesto    |
| --------------- | -------------------- | ------------- | ------------- | ------------- | ------------- | ------------- | ------------- | --------- | --------- | --------- | --------- | --------- | --------- |
| Lilly Rotaermel | Competencia Múltiple | 13.500        | 11.650        | 13.750        | 9.300         | 48.200        | 27            | No avanzó | No avanzó | No avanzó | No avanzó | No avanzó | No avanzó |

### Golf
Individual Masculino
| Atleta       | Evento     | Ronda 1 | Ronda 2 | Ronda 3 | Total  | Total | Total  |
| Atleta       | Evento     | Puntos  | Puntos  | Puntos  | Puntos | Par   | Puesto |
| ------------ | ---------- | ------- | ------- | ------- | ------ | ----- | ------ |
| Lukas Buller | Individual | 74      | 78      | 76      | 228    | +18   | =22    |

Individual Femenino
| Atleta       | Evento     | Ronda 1 | Ronda 2 | Ronda 3 | Total  | Total | Total  |
| Atleta       | Evento     | Puntos  | Puntos  | Puntos  | Puntos | Par   | Puesto |
| ------------ | ---------- | ------- | ------- | ------- | ------ | ----- | ------ |
| Paula Kirner | Individual | 73      | 73      | 74      | 220    | +10   | =5     |

Dobles Mixto
| Atleta                    | Evento        | Ronda 1 | Ronda 2 | Ronda 3 | Ronda 4 | Total  | Total | Total  |
| Atleta                    | Evento        | Puntos  | Puntos  | Puntos  | Puntos  | Puntos | Par   | Puesto |
| ------------------------- | ------------- | ------- | ------- | ------- | ------- | ------ | ----- | ------ |
| Paula Kirner Lukas Buller | Dobles Mixtos | 66      | 74      | 74      | 72      | 286    | +6    | =13    |

### Judo
Femenino
| Atleta       | Evento     | Ronda de 16        | Cuartos de final      | Semifinales           | Repechaje          | Final / BM               | Final / BM     |
| Atleta       | Evento     | Oponente Resultado | Oponente Resultado    | Oponente Resultado    | Oponente Resultado | Oponente Resultado       | Puesto         |
| ------------ | ---------- | ------------------ | --------------------- | --------------------- | ------------------ | ------------------------ | -------------- |
| Raffaela Igl | Hasta 78Kg | Exento             | Lobnik (SLO) G 10–0s1 | Rosa (BRA) G 10s2–0S3 | Exento             | Gritsenko (KAZ) G 11s1–0 | Medalla de oro |

### Lucha
Femenino
| Atleta            | Evento             | Fase de grupos     | Fase de grupos     | Fase de grupos          | Fase de grupos             | Fase de grupos | Lucha Final                   | Lucha Final       |
| Atleta            | Evento             | Oponente Resultado | Oponente Resultado | Oponente Resultado      | Oponente Resultado         | Puesto         | Oponente Resultado            | Puesto            |
| ----------------- | ------------------ | ------------------ | ------------------ | ----------------------- | -------------------------- | -------------- | ----------------------------- | ----------------- |
| Anastasia Blayvas | Libre - Hasta 57Kg | Ahmed (EGY) G 4-0  | Ozaki (JPN) P 0-10 | Quintanilla (GUM) G 2-0 | Lopez Martines (MEX) G 2-0 | 2              | 3° Puesto Ringaci (MDA) G 6-3 | Medalla de bronce |

### Natación
Masculino
| Atleta              | Evento         | Serie   | Serie  | Semifinal | Semifinal | Final           | Final     |
| Atleta              | Evento         | Tiempo  | Puesto | Tiempo    | Puesto    | Tiempo          | Puesto    |
| ------------------- | -------------- | ------- | ------ | --------- | --------- | --------------- | --------- |
| Luca Nik Armbruster | 50m Mariposa   | 24.30   | 8 C    | 24.45     | 13        | No avanzó       | No avanzó |
| Luca Nik Armbruster | 100 m Mariposa | 54.51   | 17     | No avanzó | No avanzó | No avanzó       | No avanzó |
| Maurice Ingenrieth  | 50m Mariposa   | 25.08   | 24     | No avanzó | No avanzó | No avanzó       | No avanzó |
| Maurice Ingenrieth  | 100 m Mariposa | 54.56   | 19     | No avanzó | No avanzó | No avanzó       | No avanzó |
| Maurice Ingenrieth  | 200 m Mariposa | 2:03.13 | 15     | No avanzó | No avanzó | No avanzó       | No avanzó |
| Rafael Miroslaw     | 50m Libres     | 23.77   | 22     | No avanzó | No avanzó | No avanzó       | No avanzó |
| Rafael Miroslaw     | 100 m Libres   | 50.54   | 6 C    | 50.28     | 6 C       | 50.13           | 6         |
| Rafael Miroslaw     | 200 m Libres   | 1:51.59 | 14     | Exento    | Exento    | No avanzó       | No avanzó |
| Aaron Schmidt       | 400 m Libres   | 3:57.03 | 19     | Exento    | Exento    | No avanzó       | No avanzó |
| Aaron Schmidt       | 800 m Libres   | Exento  | Exento | Exento    | Exento    | Serie C 8:11.73 | 3         |
| Aaron Schmidt       | 200 m Libres   | 1:51.59 | 14     | Exento    | Exento    | No avanzó       | No avanzó |

Femenino
| Atleta                | Evento         | Serie        | Serie        | Semifinal    | Semifinal    | Final        | Final             |
| Atleta                | Evento         | Tiempo       | Puesto       | Tiempo       | Puesto       | Tiempo       | Puesto            |
| --------------------- | -------------- | ------------ | ------------ | ------------ | ------------ | ------------ | ----------------- |
| Angelina Koehler      | 50m Libres     | 26.15        | 13 C         | No participó | No participó | No participó | No participó      |
| Angelina Koehler      | 100 m Libres   | 57.27        | 23           | No avanzó    | No avanzó    | No avanzó    | No avanzó         |
| Angelina Koehler      | 50m Mariposa   | 26.96        | 5 C          | 26.65        | 1 C          | 26.68        | Medalla de bronce |
| Angelina Koehler      | 100 m Mariposa | 59.99        | 1 C          | 59.78        | 2 C          | 59.44        | Medalla de plata  |
| Anna Kroniger         | 50m Pecho      | 33.98        | 29           | No participó | No participó | No participó | No participó      |
| Anna Kroniger         | 100 m Pecho    | 1:11.51      | 18           | No avanzó    | No avanzó    | No avanzó    | No avanzó         |
| Anna Kroniger         | 200 m Pecho    | 2:30.65      | 5 C          | Exento       | Exento       | 2:30.93      | 8                 |
| Julia Maria Mrozinski | 100 m Libres   | 56.97        | 17           | No avanzó    | No avanzó    | No avanzó    | No avanzó         |
| Julia Maria Mrozinski | 200 m Libres   | 2:00.00      | 2 C          | Exento       | Exento       | 1:58.84      | 4                 |
| Julia Maria Mrozinski | 50m Mariposa   | No participó | No participó | No participó | No participó | No participó | No participó      |
| Julia Maria Mrozinski | 100 m Mariposa | 1:02.56      | 20           | No avanzó    | No avanzó    | No avanzó    | No avanzó         |
| Celine Rieder         | 200 m Libres   | 2:04.48      | 21           | Exento       | Exento       | No avanzó    | No avanzó         |
| Celine Rieder         | 400 m Libres   | 4:18.10      | 11           | Exento       | Exento       | No avanzó    | No avanzó         |
| Celine Rieder         | 800 m Libres   | Exento       | Exento       | Exento       | Exento       | 8:43.73      | 5                 |

### Patinaje de Velocidad sobre Ruedas
Femenino
| Atleta        | Evento           | Carrera 500m | Carrera 500m | Carrera 1000 m | Carrera 1000 m | Eliminación 5000 m | Eliminación 5000 m | Puntos Total | Puesto |
| Atleta        | Evento           | Tiempo       | Puntos       | Tiempo         | Puntos         | Tiempo             | Puntos             | Puntos Total | Puesto |
| ------------- | ---------------- | ------------ | ------------ | -------------- | -------------- | ------------------ | ------------------ | ------------ | ------ |
| Angelina Otto | Prueba Combinada | 1:40.491     | 4            | E              | 9              | 51.917             | 6                  | 19           | 9      |

### Pentatlón Moderno
Masculino
| Atleta     | Evento     | Esgrima (Espada un toque) | Esgrima (Espada un toque) | Esgrima (Espada un toque) | Esgrima (Espada un toque) | Natación (200 m libres) | Natación (200 m libres) | Natación (200 m libres) | Combined: Tiro/Carrera (10 m air pistol)/(3200 m) | Combined: Tiro/Carrera (10 m air pistol)/(3200 m) | Combined: Tiro/Carrera (10 m air pistol)/(3200 m) | Total Puntos | Puesto |
| Atleta     | Evento     | RC                        | E                         | Puesto                    | MP puntos                 | Tiempo                  | Puesto                  | MP puntos               | Tiempo                                            | Puesto                                            | MP Puntos                                         | Total Puntos | Puesto |
| ---------- | ---------- | ------------------------- | ------------------------- | ------------------------- | ------------------------- | ----------------------- | ----------------------- | ----------------------- | ------------------------------------------------- | ------------------------------------------------- | ------------------------------------------------- | ------------ | ------ |
| Pele Uibel | Individual | 15-8                      | 0                         | 4                         | 242                       | 2:15.33                 | 22                      | 280                     | 11:21.42                                          | 3                                                 | 619                                               | 1141         | 4      |

### Piragüismo

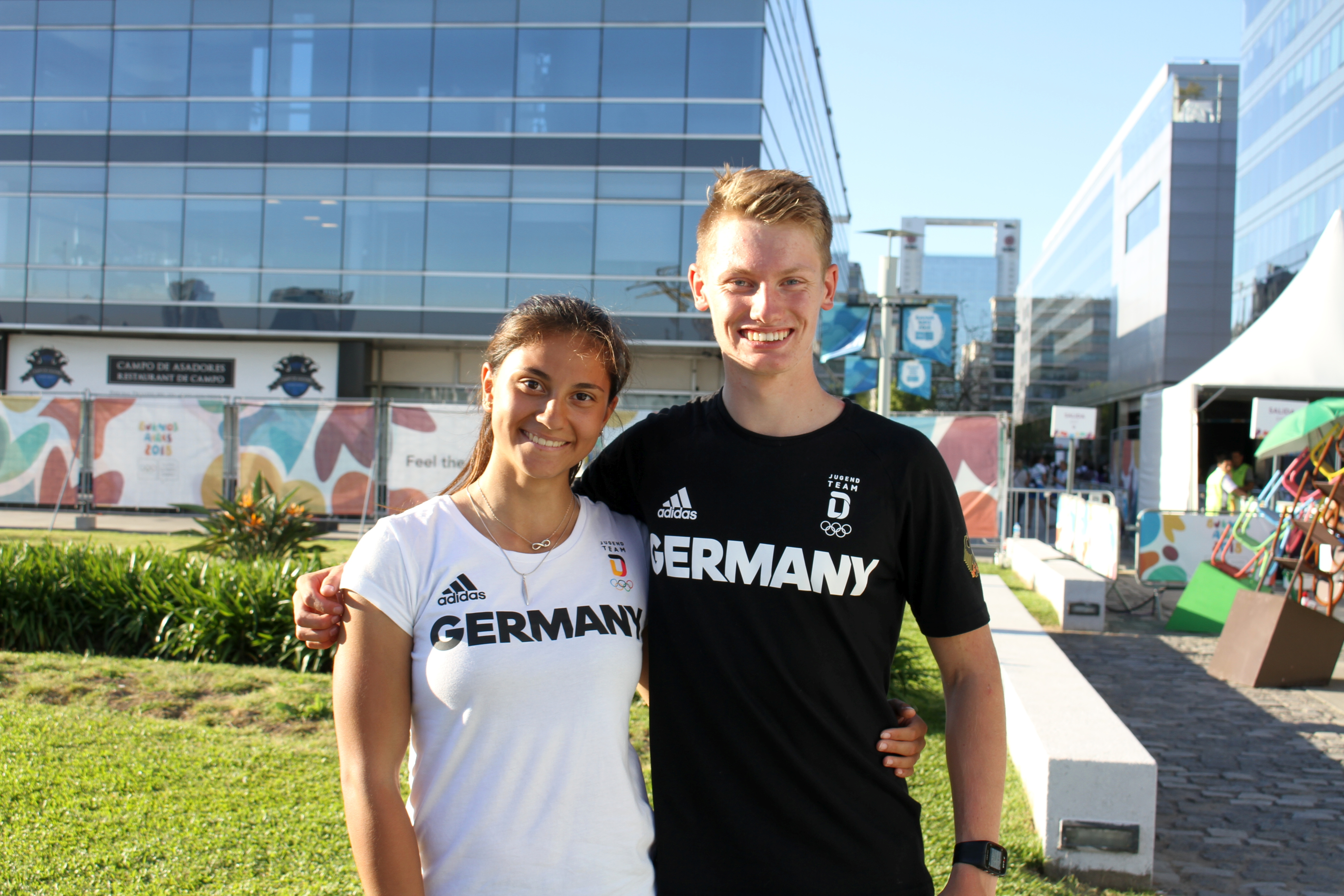
Gina Zint & Tim Bechtold

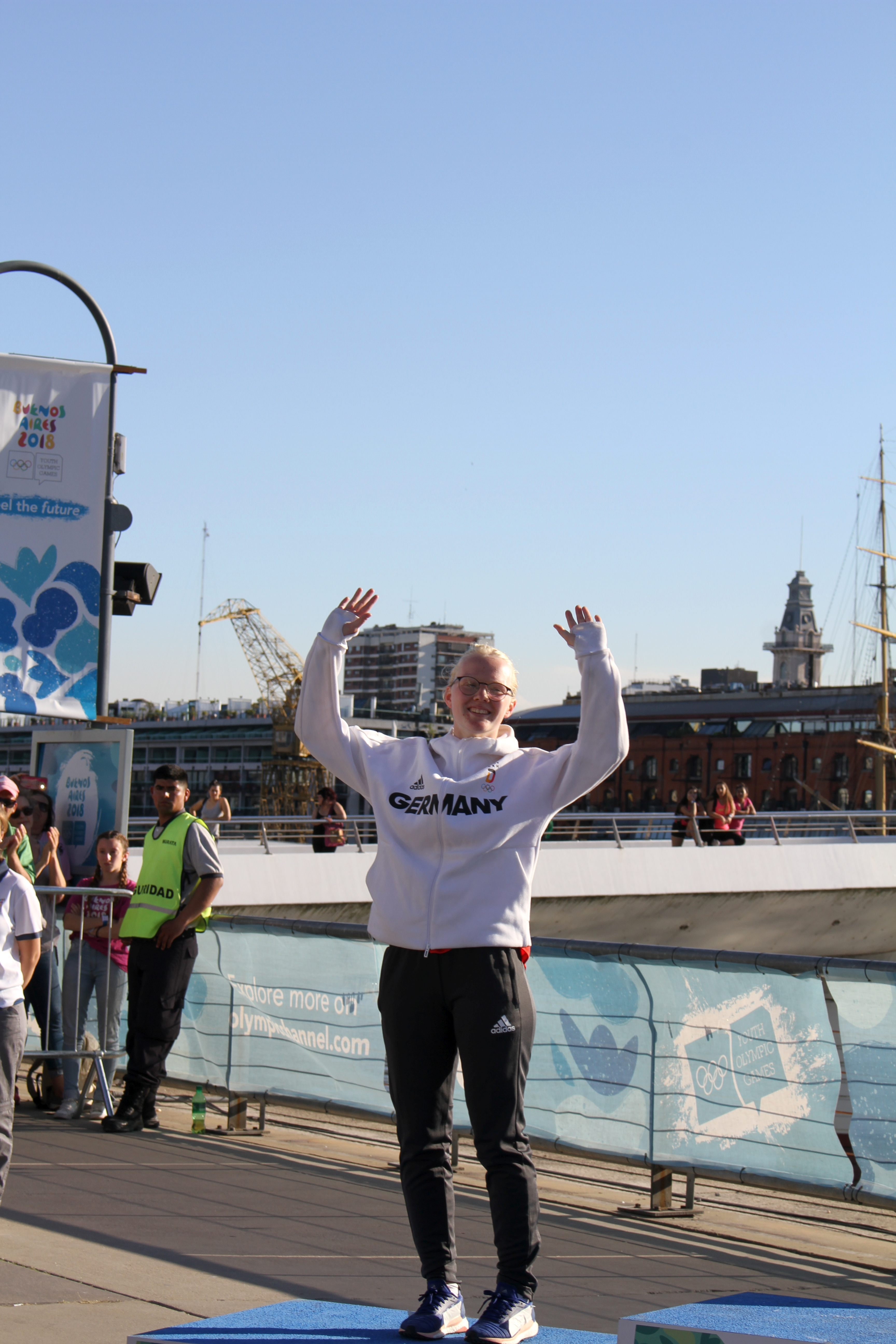
Zola Lewandowski

Masculino
| Atleta       | Evento                      | Clasificación | Clasificación | Repechaje | Repechaje | Cuartos de final          | Semifinal          | Final / BM         | Final / BM |
| Atleta       | Evento                      | Tiempo        | Puesto        | Tiempo    | Puesto    | Oponente Resultado        | Oponente Resultado | Oponente Resultado | Puesto     |
| ------------ | --------------------------- | ------------- | ------------- | --------- | --------- | ------------------------- | ------------------ | ------------------ | ---------- |
| Tim Bechtold | Canoa de Velocidad          | 1:59.93       | 11            | 2:02.00   | 12        | No avanzó                 | No avanzó          | No avanzó          | No avanzó  |
| Tim Bechtold | Canoa Slalom con Obstáculos | 1:30.76       | 9             | 1:25.34   | 2         | Anderson (NZL) P 1:24.810 | No avanzó          | No avanzó          | No avanzó  |

Femenino
| Atleta                            | Evento                      | Clasificación | Clasificación | Repechaje | Repechaje | Ronda de 16                     | Cuartos de final        | Semifinal                  | Final / BM                 | Final / BM       |
| Atleta                            | Evento                      | Tiempo        | Puesto        | Tiempo    | Puesto    | Oponente Resultado              | Oponente Resultado      | Oponente Resultado         | Oponente Resultado         | Puesto           |
| --------------------------------- | --------------------------- | ------------- | ------------- | --------- | --------- | ------------------------------- | ----------------------- | -------------------------- | -------------------------- | ---------------- |
| Zola Charlotte Marion Lewandowski | Kayak de Velocidad          | 2:25.65       | 20            | 2:22.49   | 10        | No avanzó                       | No avanzó               | No avanzó                  | No avanzó                  | No avanzó        |
| Zola Charlotte Marion Lewandowski | Canoa de Velocidad          | 2:49.21       | 13            | 2:41.24   | 4         | Otero Santiago (ESP) P 2:39.050 | No avanzó               | No avanzó                  | No avanzó                  | No avanzó        |
| Zola Charlotte Marion Lewandowski | Canoa Slalom con Obstáculos | 1:29.17       | 3             | Exento    | Exento    | Palamarchuk (UKR) G 1:28.520    | Hein (USA) G 1:29.590   | Luknarova (SVK) G 1:26.040 | Delassus (FRA) P 1:26.860  | Medalla de plata |
| Zola Charlotte Marion Lewandowski | Kayak Slalom con Obstáculos | 1:22.63       | 4             | Exento    | Exento    | Massie (AUS) G 1:22.210         | Amusar (NGR) G 1:21.830 | Delassus (FRA) P 1:21.550  | Lai (TPE) P 1:22.020       | 4                |
| Gina Zint                         | Kayak de Velocidad          | 1:54.49       | 3             | Exento    | Exento    | Lai (TPE) G 1:55.090            | Hazova (CZE) G 1:54.230 | Pecsukova (SVK) P 1:56.890 | Sukhanova (KAZ) P 1:57.180 | 4                |
| Gina Zint                         | Kayak Slalom con Obstáculos | 1:30.87       | 17            | 1:31.29   | 7         | Amusar (NGR) P 1:30.650         | No avanzó               | No avanzó                  | No avanzó                  | No avanzó        |

### Remo
Masculino
| Atleta                       | Evento                 | Ronda 1 | Ronda 1 | Ronda 2 | Ronda 2 | Ronda 3 | Ronda 3 | Semifinales | Semifinales | Final   | Final  |
| Atleta                       | Evento                 | Tiempo  | Puesto  | Tiempo  | Puesto  | Tiempo  | Puesto  | Tiempo      | Puesto      | Tiempo  | Puesto |
| ---------------------------- | ---------------------- | ------- | ------- | ------- | ------- | ------- | ------- | ----------- | ----------- | ------- | ------ |
| Eric Streibler Erik Kohlbach | Dos sin Timonel Junior | 3:32.98 | 10      | 1:40.55 | 11      | 1:39.72 | 11 FC   | Exento      | Exento      | 1:36.59 | 12     |

Femenino
| Atleta        | Evento       | Ronda 1 | Ronda 1 | Ronda 2 | Ronda 2 | Ronda 3 | Ronda 3 | Cuartos de final | Cuartos de final | Semifinales | Semifinales | Final   | Final  |
| Atleta        | Evento       | Tiempo  | Puesto  | Tiempo  | Puesto  | Tiempo  | Puesto  | Tiempo           | Puesto           | Tiempo      | Puesto      | Tiempo  | Puesto |
| ------------- | ------------ | ------- | ------- | ------- | ------- | ------- | ------- | ---------------- | ---------------- | ----------- | ----------- | ------- | ------ |
| Tabea Kuhnert | Skiff Junior | 4:05.03 | 13      | 1:57.91 | 12      | 1:55.87 | 14      | 1:48.72          | 4 SF C/D         | 1:48.58     | 3 FD        | 1:50.11 | 13     |

### Saltos
Masculino
| Atleta         | Evento               | Clasificación | Clasificación | Final  | Final  |
| Atleta         | Evento               | Puntos        | Puesto        | Puntos | Puesto |
| -------------- | -------------------- | ------------- | ------------- | ------ | ------ |
| Lou Massenberg | Trampolín 3 Metros   | 512.20        | 5 C           | 515.40 | 6      |
| Lou Massenberg | Plataforma 10 Metros | 453.75        | 8 C           | 493.80 | 5      |

Femenino
| Atleta       | Evento               | Clasificación | Clasificación | Final  | Final  |
| Atleta       | Evento               | Puntos        | Puesto        | Puntos | Puesto |
| ------------ | -------------------- | ------------- | ------------- | ------ | ------ |
| Elena Wassen | Trampolín 3 Metros   | 370.80        | 11 C          | 391.40 | 12     |
| Elena Wassen | Plataforma 10 Metros | 365.60        | 5 C           | 350.70 | 6      |

### Taekwondo
Femenino
| Atleta                    | Evento     | Ronda de 16             | Cuartos de final    | Semifinal          | Final              | Final     |
| Atleta                    | Evento     | Oponente Resultado      | Oponente Resultado  | Oponente Resultado | Oponente Resultado | Puesto    |
| ------------------------- | ---------- | ----------------------- | ------------------- | ------------------ | ------------------ | --------- |
| Vanessa Bettina Beckstein | Hasta 55Kg | Georgievska (MKD) G DES | Tzeli (GRE) P 11-19 | No avanzó          | No avanzó          | No avanzó |

### Tenis de Mesa
Masculino
| Atleta          | Evento     | Fase de grupos | Puesto | Ronda de 16        | Cuartos de final   | Semifinales        | Final / BM         | Final / BM |
| Atleta          | Evento     | Oponente Resultado | Puesto | Oponente Resultado | Oponente Resultado | Oponente Resultado | Oponente Resultado | Puesto     |
| --------------- | ---------- | --- | ------ | ------------------ | ------------------ | ------------------ | ------------------ | ---------- |
| Cedric Meissner | Individual | Grupo H Sgouropoulos (GRE) P 2-4 (11-8, 1-11, 4-11, 11-7, 9-11, 4-11) Solanke (NGR) G 4-1 (5-11, 11-8, 11-3, 11-5, 11-6) Pang (SGP) P 1-4 (5-11, 6-11, 7-11, 11-7, 9-11) | 3      | No avanzó          | No avanzó          | No avanzó          | No avanzó          | No avanzó  |

Femenino
| Atleta              | Evento     | Fase de grupos | Puesto | Ronda de 16        | Cuartos de final   | Semifinales        | Final / BM         | Final / BM |
| Atleta              | Evento     | Oponente Resultado | Puesto | Oponente Resultado | Oponente Resultado | Oponente Resultado | Oponente Resultado | Puesto     |
| ------------------- | ---------- | --- | ------ | ------------------ | ------------------ | ------------------ | ------------------ | ---------- |
| Franziska Schreiner | Individual | Grupo D Chang (MAS) G 4-1 (10-12, 11-5, 12-10, 13-11, 11-9) Diaz (PUR) P 0-4 (12-14, 11-13, 8-11, 8-11) Laurenti (ITA) P 1-4 (6-11, 4-11, 11-9, 9-11, 4-11) | 3      | No avanzó          | No avanzó          | No avanzó          | No avanzó          | No avanzó  |

Dobles Mixtos
| Atleta                              | Evento        | Fase de grupos                                                                                   | Puesto | Ronda de 16        | Cuartos de final   | Semifinales        | Final / BM         | Final / BM |
| Atleta                              | Evento        | Oponente Resultado                                                                               | Puesto | Oponente Resultado | Oponente Resultado | Oponente Resultado | Oponente Resultado | Puesto     |
| ----------------------------------- | ------------- | ------------------------------------------------------------------------------------------------ | ------ | ------------------ | ------------------ | ------------------ | ------------------ | ---------- |
| Franziska Schreiner Cedric Meissner | Dobles Mixtos | Grupo D · República Popular China (CHN) · P 0-3 · Nigeria (NGR) · G 3-0 · Italia (ITA) · P 1-2 · | 3      | No avanzó          | No avanzó          | No avanzó          | No avanzó          | No avanzó  |